# Adolf Ahrens (Kapitän)

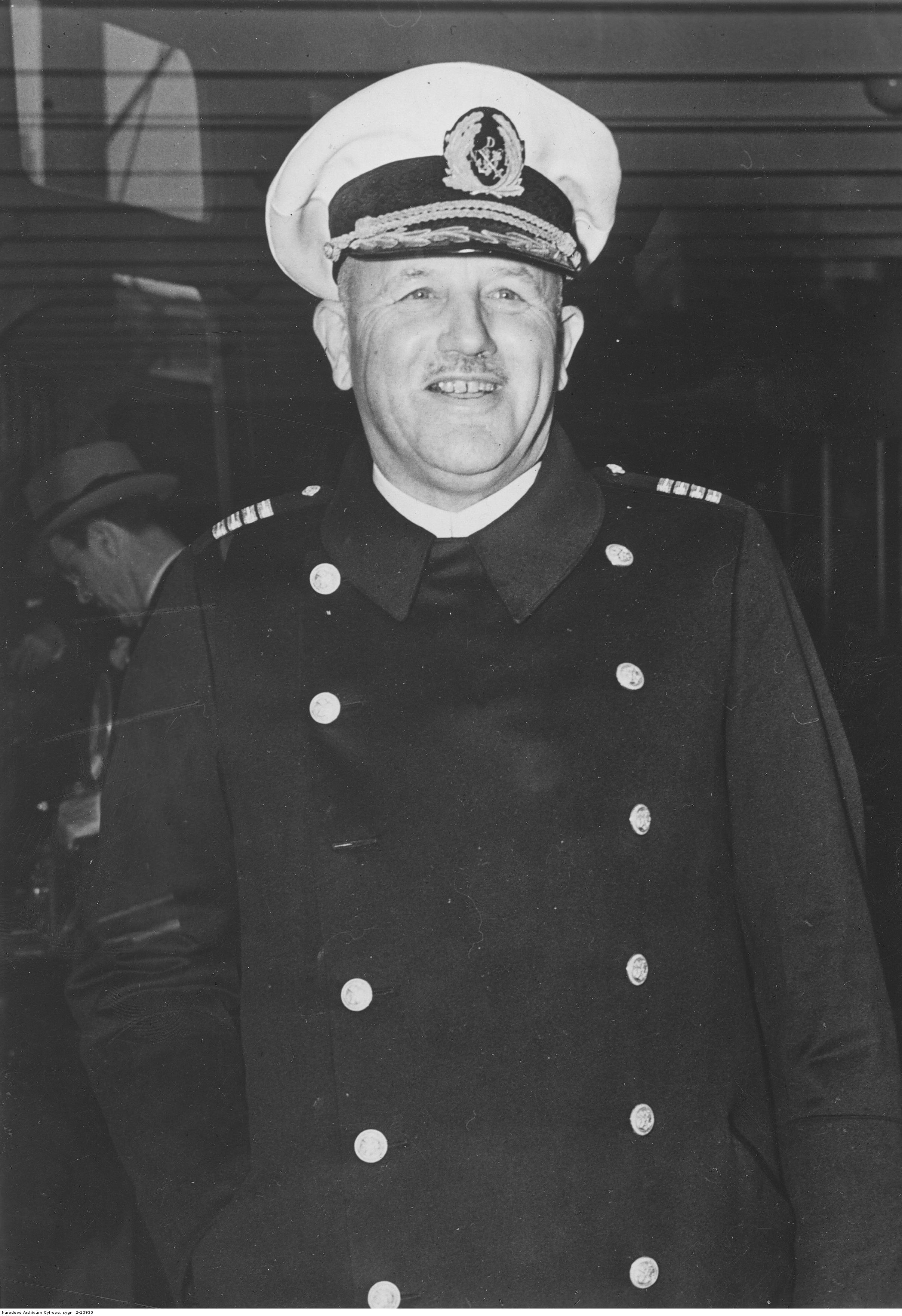
Kapitän Adolf Ahrens.

Heinrich Adolph Ahrens (* 17. September 1879 in Geestemünde; † 21. Januar 1957 in Bremen) war ein deutscher Nautiker, Kapitän und Bundestagsabgeordneter.

## Biografie

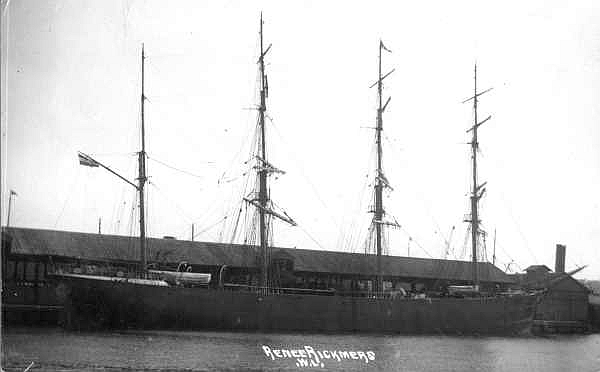
Die Reneé Rickmers, 1887 in Bremerhaven gebaut

Adolph Ahrens wurde am 17. September 1879 als Sohn von Heinrich Christian Dietrich Adolph Ahrens und seiner Ehefrau Helene Margarethe Wilhelmine geb. Oltmanns in Geestemünde geboren. 
Ahrens wuchs in Bremerhaven auf dem Gelände der Rickmerswerft auf. Sein Vater war dort Gärtner. 1893 schlug Adolf Ahrens – mit 14 Jahren – die Seefahrerlaufbahn ein. Er wurde Schiffsjunge auf der Renée Rickmers, einer eisernen Viermastbark. Seine erste Reise führte ihn um das Kap der Guten Hoffnung nach Singapur. Nach fünf Jahren als Matrose auf Segelschiffen ging er 1899 auf die Seefahrtschule Elsfleth. 1898 erwarb er das Befähigungszeugnis als Seesteuermann auf großer Fahrt. Nach zwei Jahren als Steuermann auf der Braker Bark Amazone bestand er (wiederum in Elsfleth) die Prüfung zum Schiffer auf großer Fahrt. 1901 kam er als Schiffsoffizier zum Norddeutschen Lloyd. Unterbrochen wurde die Tätigkeit durch ein Jahr bei der Kaiserlichen Marine. Als die deutsche Handelsflotte nach dem Ersten Weltkrieg an die Siegermächte abgetreten werden musste, war Ahrens vier Jahre als Kaufmann tätig. 1923 wurde er beim Lloyd wieder eingestellt.
1928 wurde ihm das Kommando über die Columbus, das damalige Flaggschiff des Lloyd, übertragen. Zum 1. Februar 1934 trat er in die NSDAP ein (Mitgliedsnummer 3.399.161). 1936 wurde er dann Kapitän der Bremen. 1939, bei Beginn des Zweiten Weltkriegs in Europa, gelang ihm die spektakuläre Überführung der Bremen von New York über Murmansk nach Bremerhaven. Hierfür wurde er zum Kommodore des Norddeutschen Lloyd ernannt. 1941 trat er in den Ruhestand.
Er betätigte sich auch als Schriftsteller. Fast alle seine Bücher wurden 1946 wegen ihrer nationalsozialistischen Ausprägung in der SBZ auf die Liste der auszusondernden Literatur gesetzt.
Ahrens war 1949 bis 1953 Abgeordneter (MdB) im  1. Deutschen Bundestag. Er wurde über die Landesliste der Deutschen Partei (DP) in Bremen gewählt. Zudem verwaltete er das Haus Seefahrt in Bremen. 1952–1953 war er zudem Mitglied der Parlamentarischen Versammlung des Europarates. In Bremerhaven ist die Kommodore-Ahrens-Straße nach Ahrens benannt. Mitte 2017 beschloss die Stadt Bremerhaven wegen der NS-Vergangenheit von Ahrens und anderer Namensgeber, erläuternde Zusatzschilder an den Straßenschildern anzubringen.
Ahrens war seit dem 11. März 1938 mit Katharine geb. Hillerbrandt verheiratet. Die Eheschließung fand in New York statt. Ahrens starb am 21. Januar 1957 um 05:00 Uhr im St. Joseph-Stift in Bremen im Alter von 77 Jahren. Als Todesursache wurden Hypertonie, ein Schlaganfall und eine Pneumonie angegeben. Ahrens wohnte zuletzt in Bremen in der Dietrich-Schäfer-Straße 4. Er war evangelischer Konfession.